# لحلايس (سيدي الحطاب)
لحلايس هو دُوَّار يقع بجماعة سيدي الحطاب، إقليم قلعة السراغنة، جهة مراكش آسفي في المملكة المغربية. ينتمي الدوّار لمشيخة سيدي الحطاب التي تضم 13 دوار. يقدر عدد سكانه بـ 489 نسمة حسب الإحصاء الرسمي للسكان والسكنى لسنة 2004.

## روابط خارجية
- البوابة الوطنية للجماعات الترابية نسخة محفوظة 12 مارس 2018 على موقع واي باك مشين.
- المندوبية السامية للتخطيط